# G-DES
Meilleure cryptanalyse
cryptanalyse différentielle
GDES ou G-DES (pour Generalized DES Scheme) est un algorithme de chiffrement par bloc dérivé de Data Encryption Standard et conçu par Ingrid Schaumuller-Bichl en 1981. Destiné à accélérer le chiffrement et offrir plus de sécurité, G-DES s'avéra être vulnérable à la cryptanalyse différentielle. Cette attaque sera présentée par Eli Biham et Adi Shamir au sein de leur célèbre papier sur les attaques différentielles (conférence CRYPTO en 1990). 
Cette publication prouva que G-DES était une variante bien moins robuste que DES et que la vitesse accrue en termes de chiffrement se faisait au détriment de la sécurité.

## Optimisation
Pour accélérer le chiffrement, Schamuller-Bichl a proposé de travailler avec des blocs plus grands tout en limitant le nombre d'opérations coûteuses. Le bloc principal est subdivisé en mots de 32 bits. Dans le DES classique, la fonction dite F est appelée à chaque tour sur un bloc de 64 bits.
Le schéma de G-DES consiste à employer F uniquement pour le premier sous-bloc et de chaîner des XOR avec le reste des sous-blocs de 32 bits. Il s'ensuit une rotation vers la droite de ces blocs pour le tour suivant. Ainsi G-DES arrive à traiter un plus grand nombre de bits mais avec le même nombre d'appels à F que le DES original.  
Biham et Shamir montreront qu'un G-DES avec 8 sous-blocs de 32 bits (soit 256 bits au total) et 16 tours pouvait être cassé avec seulement 6 textes chiffrés (en quelques secondes sur un PC de l'époque). Une attaque sur une version plus complexe avec 8 sous-blocs et 31 tours nécessitait 252 textes chiffrés.